# Bimetallmünze
Eine Bimetallmünze oder bimetallische Münze (auch: Duplex-Münze) ist eine Münze, die aus zwei verschiedenen, voneinander getrennten Metallen oder Legierungen besteht. Meistens sind solche Münzen aus einem runden Kernstück des einen Materials und einem umgebenden Ring des anderen Materials zusammengesetzt.
Münzen, die zwar aus mehreren Metallen bestehen, die aber lediglich als einheitliche Legierung vorkommen, werden nicht als Bimetallmünzen bezeichnet.
Bekannte Bimetallmünzen sind die 1- und 2-Euro-Stücke und die Thailändische 10-Baht-Münze, die der 2-Euro-Münze von Aussehen und Gewicht sehr ähnelt.
Ein Grund für die Herstellung solcher Duplex-Münzen ist die höhere Fälschungssicherheit als bei normalen Münzen.

## Herstellung und Technik

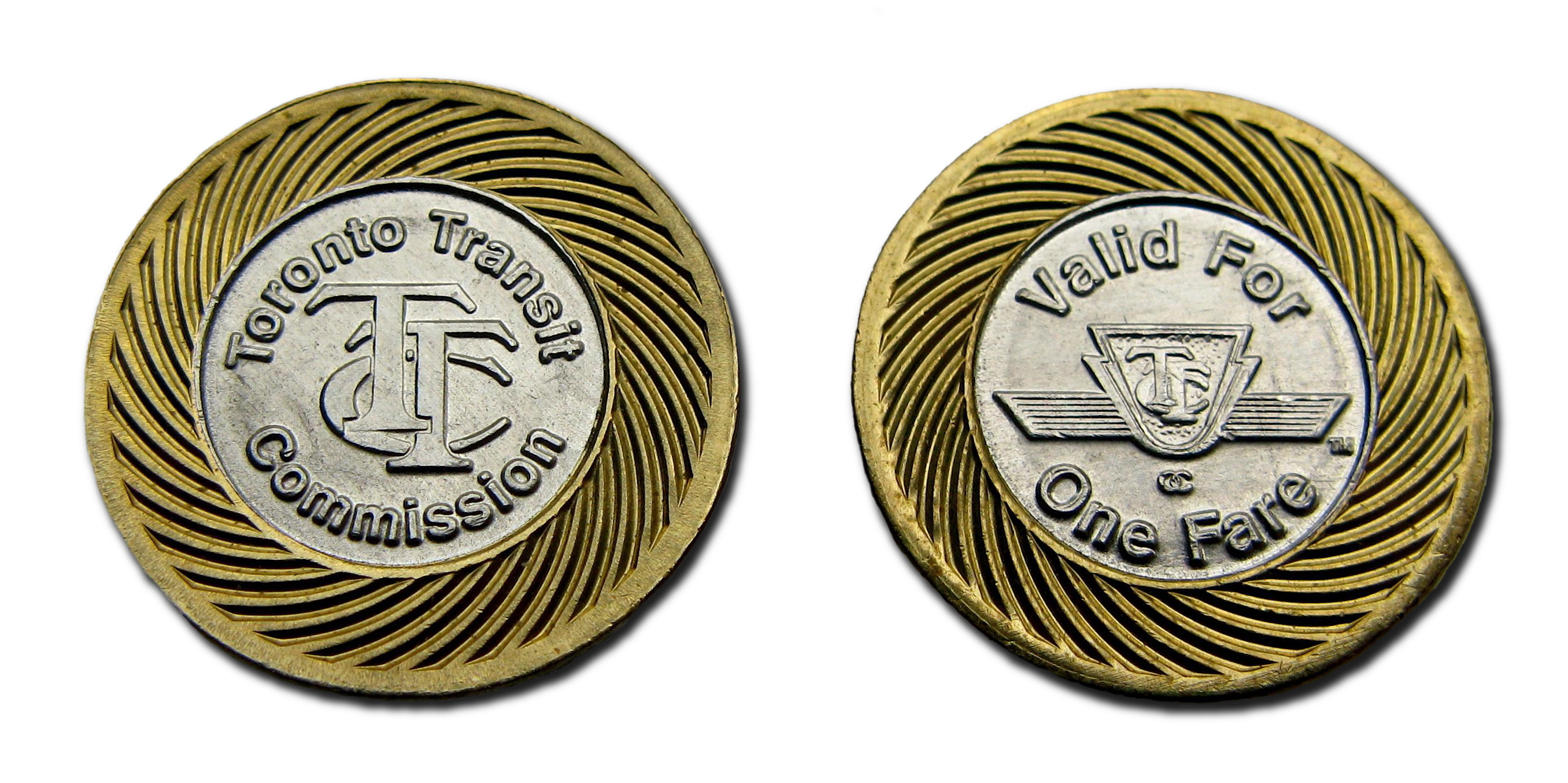
Bimetall-Token der Toronto Transit Commission, ausgegeben seit 2006

Bei der Herstellung werden zuerst Zentrum und Ring als Rohlinge gefertigt, anschließend wird die Randschrift auf die Ringkante  geprägt, dann werden Ring und Zentrum ineinander gesetzt, und erst im letzten Arbeitsschritt wird der Rohling mit dem Münzbild beprägt und somit zur Münze. Da die Produktion von Duplex-Münzen aufwändiger ist als die von normalen Münzen, ist sie auch teurer.
Im Gegensatz zu Thermobimetallen ist bei Bimetallmünzen eine Verformung bei Temperaturveränderungen nicht erwünscht. Die verwendeten Materialien müssen daher identische oder zumindest ähnliche Längenausdehnungskoeffizienten haben. Dieses kann durch die Verwendung entsprechend zusammengesetzter Legierungen erreicht werden.
Bei Duplex-Münzen niederer Qualität kann es passieren, dass das Zentrum verrutscht oder aus dem Ring herausfällt, dies passiert besonders bei großen Temperaturschwankungen. Würde man einen Euro in heißem Wasser erhitzen, könnte man diesen Effekt auch beobachten, da die Metalle sich unterschiedlich ausdehnen. Duplex-Münzen mit verrutschten Zentren erzielen – sofern die Fehler prägungsbedingt sind – hohe Sammlerpreise. Landet ein Euro mit verrutschtem Zentrum jedoch „einfach so“ im Portemonnaie, so ist er nichts Besonderes, da sich dieser Effekt mit einfachen Hilfsmitteln vielfach durchführen lässt.

## Geschichte

500 Lire-Bimetallmünze Italien – erste Kursmünze in Bimetallprägung (1982)

Erstmals kamen Duplex-Münzen in den 1970er Jahren auf. Bekannt sind z. B. die italienischen 500-Lira-Stücke, die zwischen 1982 und 2001 gefertigt wurden.
Seit 2001 erreichten Duplex-Münzen größere Verbreitung, da die 1- und 2-Euro-Stücke ebenfalls auf diese Art gefertigt werden. Bei den 1-Euro-Stücken besteht der Ring aus golden glänzendem Nickel-Messing und das Zentrum aus silbern glänzendem Kupfernickel, beim 2-Euro-Stück ist es genau andersherum. Ebenfalls nach dem Duplex-Prinzip werden z. B. die 2- und 5-Złoty-Stücke in Polen gefertigt.
In den frühen 1990er-Jahren wurden in Russland einige Münztypen geprägt, die zwar äußerlich wie ein Duplex aussehen, aber kein Duplex sind, da sie nicht aus zwei verschiedenen Rohlingteilen bestehen: Sie wurden mit einem Stahlkern produziert, der auf der Ringfläche mit Nickel und auf der Zentrumsfläche mit Messing beschichtet wurde.
Die Republik Österreich gab von 1996 bis 2001 insgesamt neun 50-Schilling-Bimetall-Umlaufmünzen heraus. Der Außenring besteht aus Kupfer-Aluminium-Nickel (Cu 92, Al 6, Ni 2) und die Mitte aus Magnimat (Magnimat 7). Nach Einführung der Euro-Währung gibt Österreich seit 2003 jährlich eine 25-Euro-Bimetall-Sammlermünze heraus (Außenring 900 Silber, Mitte Niob), die Farbe des Niob-Kerns wechselt jährlich.

## Verbreitung
|  |